# Viehversicherung
Die Viehversicherung ist eine Versicherungsart und beschreibt eine Versicherung, die landwirtschaftliche Nutztiere und deren Halter versichert. Ursprünglich wurde Tierversicherung als Synonym genutzt, heute bezieht sich Tierversicherung häufig auf Haustiere.
Zur Viehversicherung gehören z. B. Tierhalterhaftpflichtversicherung, Tierseuchenversicherungen, Tierlebensversicherungen, Ertragsausfallversicherungen und Tiertransportversicherungen. Die Tierseuchenkasse ist in Deutschland eine Pflichtversicherung.

## Geschichte
Erste Spuren auf Viehversicherungen finden sich im „alten Palästina“. Die angegebene Quelle liefert ein Zitat aus einem Übereinkommen von Eseltreibern: „Jedem von uns, der durch Räuber oder wilde Tiere einen Esel einbüßt, werden wir einen anderen Esel beschaffen.“ In Island existierten im 12. Jahrhundert Genossenschaften, die den Verlust durch Naturalersatz ausglichen. 1556 existierte in Spanien eine mit einer Sklavenversicherung verbundene Viehversicherung, die auf Tiere auf Seereisen gegen Verlust versicherte. 1710 ist eine Pferdeversicherung in London nachgewiesen und die erste Viehversicherung auf deutschem Gebiet existierte 1720 in Hamburg gegen Raub, Unfall und Krankheit.
Weitere Viehversicherungen kamen Mitte des 19. Jahrhunderts auf, so wurde 1845 in der Schweiz die „Viehversicherungsbank in Basel“ gegründet, die nach nur 5 Jahren wieder aufgelöst wurde. Auf dem Gebiet des heutigen Deutschland erfolgte 1849 die Gründung der Pfälzischen Viehversicherung, die 1956 ihren Versicherungsbestand in die Nordstern übertrug. 1873 wurde die Viehversicherungsbank für die Provinz Hannover gegründet, 1879 die „Badische Viehversicherungsanstalt“ und 1887 die Perleberger Viehversicherung, die zu ihrer Zeit der größte Anbieter war und deren Versicherungsgeschäft 1930 auf die 1863 gegründete Veritas Viehversicherungsgesellschaft übertragen wurde.

## Rechtsgrundlagen
Eine Reihe von Gesetzen regelt die Viehversicherung, darunter die
- Kanton Luzern: Gesetz Nr. 938 über die Viehversicherung vom 15. Mai 1946[4]
- Deutschland: Tiergesundheitsgesetz (bis 2014 Tierseuchengesetz)